# Zygiella poriensis
Zygiella poriensis är en spindelart som beskrevs av Levy 1987. Zygiella poriensis ingår i släktet Zygiella och familjen hjulspindlar.
Artens utbredningsområde är Israel. Inga underarter finns listade i Catalogue of Life.